# Хижак: Вбивця вбивць
Хижак: Вбивця вбивць (англ. Predator: Killer of Killers) — американський анімаційний науково-фантастичний фільм–антологія жахів 2025 року, режисером якого є Ден Трахтенберг, співрежисером якого є Джошуа Вассунг, а сценарій написав Мічо Роберт Рутаре. Вироблений «20th Century Studios» та «Davis Entertainment», — це шостий фільм і восьма частина загалом франшизи «Хижак».
До жовтня 2024 року Трахтенберг, який раніше був режисером фільму «Здобич» (2022), зняв секретний фільм у рамках франшизи, який мав вийти до фільму «Хижак: Дикі землі» (2025). У квітні 2025 року було оголошено назву та дату виходу фільму. Анімацію забезпечила студія «The Third Floor, Inc.».
«Хижак: Вбивця вбивць» вийшов 6 червня 2025 року в США на Hulu та за межами США на Disney+. Фільм отримав позитивні відгуки критиків, зокрема, за анімацію, режисуру Трахтенберга, сценарій, екшн-сцени, музичний супровід та акторський склад озвучування.

## Сюжет

### Щит
—Вступний епіграф, що приписується «Кодексу Яутжі 0522/74»
У Скандинавії, у 841 році вікінг Урса веде свого сина Андерса та їхній клан у експедицію, щоб знищити плем'я кривичів та їхнього вождя Зорана, який був відповідальним за смерть батька Урси. Вони вирізають клан Зорана, і Урса протистоїть йому у його фортеці. Зоран докоряє Урсі, перш ніж Андерс вбиває його. Відразу після битви Хижак влаштовує засідку на групу, вбиваючи членів клану Урси одного за одним та серйозно поранюючи Андерса. Урсі вдається перемогти та вбити Хижака після жорстокої дуелі, але Андерс піддається отриманим ранам і помирає у нього на руках.

### Меч
У 1609 році в Японії брати Кендзі та Кійосі, сини самурая-воєначальника, отримали наказ битися на дуелі, щоб визначити наступника свого батька. Кенджі відмовляється битися, але Кійоші атакує та перемагає його; Кенджі тікає. Двадцять років по тому Кійоші став володарем регіону, тоді як Кендзі жив у вигнанні як шінобі. Кенджі повертається, щоб протистояти своєму братові, не підозрюючи, що на нього полює Хижак. Він проникає до замку свого брата та перемагає Кійоші в битві на мечах. Після того, як Кійоші падає в рів замку, Хижак влаштовує засідку на Кендзі. Кенджі тікає та рятує пораненого Кійоші. Брати об'єднують зусилля та успішно вбивають Хижака, хоча Кійоші помирає від отриманих травм.

### Куля
У 1942 році Джона Дж. Торреса призвали до ВМС США пілотом винищувача Grumman F4F Wildcat під командуванням капітана Ванді. Під час північноафриканської кампанії його ескадрилья розслідує таємничий літак, який знищив інший підрозділ. Торрес, який приземлився після несправності, виявляє, що літак — це зореліт Хижака, який атакує обидві сторони. Взявши пошарпаний Wildcat, він намагається попередити інших, але прибуває занадто пізно. Хижак, пілот винищувача, знищує його ескадрилью, поки не залишаються лише він та Ванді. Венді жертвує собою, щоб виграти час для Торреса, який перехитрив Хижака та обманом змусив його знищити себе. Через деякий час після закінчення Другої світової війни, під час роботи у своєму гаражі, Торреса викрадає інший корабель Хижака.

### Епілог
Торрес прокидається в камері разом з Урсою та Кендзі, усіх трьох Хижаки ввели в анабіоз. Їх відводять на гладіаторську арену в чужому світі та представляють воєначальнику Хижаків, якого Урса називає «Королем Гренделів», який наказує їм битися до смерті, а переможець має битися з ним. Урса спочатку атакує Торреса та Кендзі, але вони переконують її об'єднати зусилля та втекти. Король Гренделів випускає на арену величезного інопланетного звіра, який ковтає Торреса. Урса та Кендзі працюють разом, щоб убити істоту, і Торрес тікає, викравши ховербайк. Троє тікають до космічного корабля Короля Гренделів.
Урса та Кендзі борються з Королем Гренделів, поки Торрес готує корабель до запуску. Король Гренделів бере гору над двома воїнами, але Торрес використовує двигуни, щоб вибити Короля Гренделів. Коли вони намагаються втекти, Король Гренделів кидає спис, який відрубує праву руку Кендзі, а охоронець вистрілює гарпуном, щоб закріпити корабель. Урса зісковзує по тросу гарпуна, знищує пускову установку та дозволяє себе знову схопити, щоб Торрес і Кендзі могли втекти. Полонивши її, Король Гренделів наказує флоту кораблів вистежити втікачів. Урсу знову поміщають у стан анабіозу та зберігають разом з іншими полоненими, включаючи Нару, мисливця-команчі 18 століття, який убив Хижака в 1719 році.

## Озвучування
- Ліндсі Лаванчі в ролі Урси
  - Черамі Лі[en] в ролі молодої Урси
- Луїс Одзава[en] в ролі Кендзі та Кійоші Камакамі
- Рік Гонсалес у ролі Джона Дж. Торреса
- Майкл Бін у ролі Ванденберга «Венді»
- Даґ Кокл у ролі Ейнара
- Дем'єн Хаас[d] у ролі Андерса
- Лорен Голт[en] у ролі Фреї
- Джефф Ліч[en] у ролі Івара
- Пйотр Майкл[en] у ролі Гуннара
- Ендрю Моргадо[es] в ролі вождя Зорана
- Алесса Лус Мартінес у ролі Дельгадо
- Фелікс Соліс[en] у ролі батька Торреса
- Бріттон Воткінс у ролі воєначальника Яутджа, якого називають «Королем Гренделя»

Анімована подоба Ембер Мідфандер, невказана в титрах, з'являється наприкінці фільму, вона зображує замерзлу Нару, мисливицю команчів, яку вона зіграла у фільмі «Здобич».

## Виробництво
У жовтні 2024 року, під час інтерв'ю виданню «The Hollywood Reporter», керівник студії «20th Century Studios» Стів Асбелл розповів, що режисер фільму «Здобич» (2022) Ден Трахтенберг написав сценарій, зрежисував і зняв секретний фільм у франшизі «Хижак», який вийде перед його іншим анонсованим фільмом про Хижака, «Хижак: Дикі землі» (2025). У квітні 2025 року було оголошено, що фільм буде анімаційним і офіційно матиме назву «Хижак: Вбивця вбивць», а головні ролі озвучили Ліндсі Лаванчі, Луїс Озава Чанчіен, Рік Гонсалес та Майкл Бін. Чанчіен раніше грав Хандзо Камакамі у фільмі «Хижаки» (2010).
Виробництво включало Мічо Роберта Рутаре, який виступав як сценарист, у той час як частини створювалися одночасно. Бенджамін Волфіш є композитором фільму, що є його першою роботою для анімаційного фільму. Саундтрек було випущено 6 червня 2025 року. Фільм був анімований за допомогою Unreal Engine, один з перших повнометражних фільмів, що використовував цю технологію, та черпав стилістичні впливи з фільму Отомо Кацухіро «Akira» (1988) та «Аркейн» (2021—2024) від Netflix, прагнучи поєднати як стилізоване насильство, так і візуальне видовище, що, на думку Трахтенберга, було б менш ефективним у ігрових фільмах. Кілька художників з Аркейну долучилися до створення, зокрема головний аніматор персонажів Стівен Дж. Мейєр. Трахтенберг також навів фільм Крістофера Геста «Найкращі на шоу» (2000) як структурний натхненник, прагнучи емоційної неоднозначності шляхом заохочення емпатії до всіх трьох головних героїв.
Трахтенберг та команда аніматорів прагнули зробити кожного антагоніста-Хижака унікальним, бажаючи, щоб представники їхнього виду були «принаймні такими ж різноманітними, як і ми». Роблячи так, Трахтенберг сподівався уникнути тропу «Зоряних війн», у якому всі особини одного виду виглядають однаково: «Мені трохи нудно, коли ми бачимо Кашиїк, планету вукі чи щось таке, а вони всі — просто купа Чубакк. Деякі мають трохи сірого хутра, а деякі — ні, але всі вони, по суті, просто Чубакка, які просто стоять навколо, будучи вукі».

## Музика
Бенджамін Волфіш є композитором фільму, що є його першою роботою для анімаційного фільму. Саундтрек був випущений 6 червня 2025 року.

## Реліз
Хижак: Вбивця вбивць вийшов 6 червня 2025 року на Hulu та Disney+, а також за межами Сполучених Штатів через Star.

## Сприйняття

### Перегляди
Компанія FlixPatrol, що спеціалізується на аналітиці потокового відео та щодня відстежує оновлювані чарти VOD та рейтинги потокового відео по всьому світу, повідомила, що «Хижак: Вбивця вбивць» став найпопулярнішим фільмом за кількістю стрімів на Hulu на наступний день після його виходу на платформі. «JustWatch», довідник із потокового контенту з доступом до даних понад 45 мільйонів користувачів з усього світу, підрахував, що «Хижак: Вбивця вбивць» був третім за кількістю потокових переглядів фільмом у США з 9 по 15 червня.

### Критика
На веб-сайті агрегатора рецензій Rotten Tomatoes 95 % з 97 відгуків критиків є позитивними. Консенсус вебсайту гласить: «Включаючи Хижака в серію натхненних протистоянь із вражаючою візуальною палітрою, Вбивця вбивць — це строгий, злий та просто приголомшливий додаток до культової науково-фантастичної франшизи». Metacritic, який використовує середньозважену оцінку, присвоїв фільму 78 балів зі 100 на основі відгуків 18 критиків, що вказує на «загалом схвальні» відгуки.
Туссен Еган з «The A.V. Club» похвалив фільм за «шалене насильство та незвичайну кінематографію», а також за ефективну розповідь з «малою кількістю жиру або взагалі без нього». У статті для «IndieWire» Девід Ерліх назвав це «неймовірно жорстоким та майстерно поставленим анімаційним твором», який відповідає на пекучі питання на кшталт: «Хто переможе в бою: Хижак чи ніндзя? А як щодо Хижака чи Вікінгів?». Джим Ворел з Paste розкритикував «сумнівну анімацію» фільму, але описав його сюжет як «жахливу науково-фантастичну насолоду, якої, ймовірно, так прагнули давні шанувальники серії». У неоднозначному огляді Кетрін Брей з газети «The Guardian» також описала анімацію як таку, що їй бракує «іскри життя та винахідливості», припустивши, що, можливо, був використаний штучний інтелект. У «Screen Rant» Грант Германн розкритикував кінцівку фільму, назвавши її «відвертою підготовкою до продовження, [яке] активно зруйнувало значну частину моєї любові до Здобичі». Ейдан Келлі з «Collider», навпаки, похвалив фінальний сегмент як приємно несподіваний і такий, що започаткував цікаві майбутні події в «новому золотому віці франшизи Хижак».